# Raquel Eidelman Cohen
Raquel Eidelman Cohen (1922 – 21 de octubre de 2020) fue una psiquiatra infantil peruano-estadounidense especializada en gestión de desastres. Fue alumna de la primera promoción que incluía mujeres en graduarse de la Escuela de Medicina de Harvard, en 1949. Luego se convirtió en una autoridad internacional en las consecuencias psicológicas y sociales de desastres como el huracán Mitch en Centroamérica, en octubre de 1998, y en los métodos de intervención para trabajadores humanitarios, utilizados para ayudar a los sobrevivientes del éxodo del Mariel de 1980 y a las víctimas de los ataques del 11 de septiembre.